# Yossi Ghinsberg
Yosseph "Yossi" Ghinsberg (en hebreo: יוסי גינסברג‎; Tel Aviv, 25 de abril de 1959) es un aventurero, autor, empresario, humanitario y orador motivacional israelí residente en Australia. Se le conoce principalmente por su historia de supervivencia cuando estuvo perdido en una parte desconocida de la selva amazónica boliviana durante tres semanas en 1981. Ghinsberg es un emprendedor tecnológico y fundador de las aplicaciones móviles Headbox, diseñado para integrar toda la actividad de las redes sociales en un feed, y Blinq, que proporciona actualizaciones de las redes sociales y la actividad en directo.
La historia de supervivencia de Ghinsberg fue la base para la película de suspense psicológico Jungle, de 2017, protagonizada por Daniel Radcliffe en el papel de Ghinsberg. Su historia también apareció en la serie documental Sobreviví, de Discovery Channel.

## Viaje a la amazonía
En China, después de completar su servicio en la Armada israelí, Ghinsberg, inspirado en el libro Papillon de Henri Charrière, que detallaba las experiencias del autor como un convicto fugitivo, se decidió a encontrar a Charrière y pedir su bendición para seguir sus pasos. Ghinsberg había llegado hacía poco a México de un viaje por África y anhelaba la experiencia de inmersión en la selva tropical. Trabajó en varios empleos para ahorrar dinero para viajar a Sudamérica, donde soñaba con explorar el corazón deshabitado de la selva amazónica. Cuando finalmente pudo viajar a Sudamérica, Charrière ya había fallecido, y las tribus que estaba interesado en descubrir habían sido «civilizadas».
Ghinsberg hizo autoestop de Venezuela a Colombia, donde conoció a Marcus Stamm, un joven maestro de Suiza, en medio de sus expediciones; los dos se convirtieron en buenos amigos y viajaron juntos a La Paz, Bolivia. Allí, Ghinsberg conoció a Karl Ruprechter, un misterioso austriaco que afirmaba ser geólogo. Ruprechter le dijo a Ghinsberg que estaba planeando una expedición al inexplorado Amazonas en Bolivia, en busca de oro en una remota aldea indígena del pueblo Tacana.
Ghinsberg, que deseaba explorar las áreas ignotas de la amazonía, se unió de inmediato a Ruprechter en su viaje, junto a sus dos nuevos conocidos: Marcus Stamm y Kevin Gale, un fotógrafo estadounidense. Los cuatro, que nunca habían tenido contacto previo entre ellos, se adentraron en una aventura boliviana en busca de oro.
Ghinsberg, de 21 años de edad, y sus dos amigos siguieron a Ruprechter en avión a Apolo, en el departamento de La Paz, y desde allí bajaron al río Tuichi y a una aldea local llamada Asariamas, en la confluencia de los ríos Tuichi y Asariamas. Allí, reabastecieron alimentos y suministros. Luego, según las historias de Karl sobre haber visitado una antigua aldea indígena escondida en las profundidades de la selva tropical, habitada por primitivos que habían visto muy pocos hombres blancos en su vida, el grupo comenzó a viajar río arriba por Asariamas y cruzó las montañas en su camino hasta allí. Finalmente, con pocos suministros, tuvieron que comer monos. Stamm se negó a comer e inevitablemente se debilitó físicamente. En estas condiciones, decidieron abandonar su viaje y regresar a Asariamas.
De vuelta en Asariamas, Karl les habló de su nuevo plan: navegar en una balsa por el río Tuichi hasta una pequeña cantera de oro llamada Curiplaya, en el lecho del río, y desde allí río abajo hasta Rurrenabaque, cerca del río Beni, y luego regresar a La Paz.
Con la ayuda de los lugareños, construyeron una balsa, y siguieron su nueva ruta río abajo hasta llegar a la confluencia de los ríos Tuichi e Ipurama. Allí, Ruprechter les habló del peligroso Cañón de San Pedro, una serie de rápidos, cascadas y rocas no aptas para la navegación, y de que él no sabía nadar, por lo que se negó a continuar el viaje. Su engaño y traición generó desconfianza dentro del grupo, que terminó separándose: Gale y Ghinsberg decidieron continuar navegando río abajo hacia Rurrenabaque, mientras que Ruprechter y Stamm decidieron caminar siguiendo el río Ipurama hasta la aldea de Ipurama, cerca del nacimiento del río, y desde allí regresar a Apolo. Los cuatro acordaron reunirse antes de Navidad en La Paz.
Ya en el río, Ghinsberg y Gale perdieron el control de la balsa cuando se acercaron a una cascada y se separaron. Gale llegó a la orilla, pero a Ghinsberg le arrastró la corriente río abajo sobre la cascada. Pasó cuatro días viajando río arriba en busca de Gale antes de asumir que estaba solo en la jungla, a pesar de haber creído que esa era la aventura que quería.
Gale fue rescatado por unos pescadores locales después de haber estado varado durante cinco días. De vuelta a la civiliación Gale fue a La Paz, donde acudió a los consulados de Israel y Austria para solicitar ayuda para preparar misiones de rescate para sus amigos. Gale se sorprendió al ser informado por las autoridades del consulado austriaco de que Ruprechter era un alborotador y criminal austríaco buscado por la Interpol.
Ghinsberg por su parte pasó las siguientes tres semanas perdido y aislado, sin suministros ni equipo en una parte inexplorada de la Amazonía. Sobrevivió completamente solo y estuvo al borde de la muerte, ya que casi fue comido vivo por bestias de presa y hormigas rojas gigantes, y su cuerpo había comenzado a deteriorarse.
En la segunda semana Ghinsberg casi se ahoga en una inundación de la zona en la que se encontraba. Se hundió en una ciénaga dos veces. Durante los cinco días siguientes, Ghinsberg no tenía nada para comer, estaba completamente exhausto y sus pies comenzaron a pudrirse por los hongos.  En ocasiones encontró huevos o comió bayas y frutas del bosque, esperando incluso a que se le cayeran a un mono para poder comerlas, ya que significaba vida o muerte para Ghinsberg. En ese tiempo sufrió alucinaciones sobre una mujer a la que ayudaba y con la que dormía por las noches. En numerosas ocasiones Ghinsberg perdió la esperanza y le pidió a Dios misericordia para terminar con su vida y poder descansar en paz.
Al escuchar el sonido de un motor, Ghinsberg regresó a la orilla del río y se encontró con Gale y los indígenas, que habían organizado una misión de búsqueda y rescate dirigida por un explorador local llamado Abelardo "Tico" Tudela. Encontraron a Ghinsberg tres semanas después de su desaparición tras tres días de búsqueda, justo cuando la misión de búsqueda estaba a punto de darse por vencida. Ghinsberg pasó los tres meses posteriores a su rescate recuperándose en un hospital.
Ruprechter y Stamm desaparecienron en la selva y, a pesar de varios intentos de misiones de rescate, nunca más se supo de ellos. En Suiza, actualmente Marcus Stamm está oficialmente registrado como desaparecido (no muerto).

### Adaptación al cine
En 2014, Arclight Films anunció que adaptarían la novela de Ghinsberg Jungle: A Harrowing True Story of Survival. La película, renombrada Jungle, fue lanzada el 17 de octubre de 2017 después de seis semanas de rodaje entre abril y mayo de 2016, en los sitios colombianos de Tobia, Guaduas y Honda. Fue calificada con un reembolso en efectivo del 20-40% por la Comisión de Cine Colombiano.
Jungle narra el encuentro de Ghinsberg con sus tres compañeros de viaje y las tres semanas que pasó en la selva boliviana sin ningún tipo de suministros o ayuda. Daniel Radcliffe interpreta a Yossi Ghinsberg, junto con Thomas Kretschmann y Alex Russell, entre otros miembros del reparto. La película fue dirigida por Greg McLean y escrita por Justin Monjo, y recibió $9.2 millones de dólares de fondos de la agencia Screen Australia. Arclight Films empaquetó la película y gestionó las ventas mundiales en EFM.

## Carrera
Ghinsberg sirvió tres años en la Marina de Israel en el Mar Rojo. Durante estos años, se hizo amigo de los beduinos del desierto del Sinaí y aprendió más sobre su cultura nómada. Con el fin de recaudar dinero para viajar, Ghinsberg tuvo múltiples empleos, incluidos trabajos de construcción en Noruega, pesca en Alaska y carga y descarga de camiones en Nueva York.
Diez años después de casi perder su vida en la amazonía, regresó a la selva boliviana. Ghinsberg puso en contacto al pueblo tacana-quechua de la aldea de San José de Uchupiamonas con el Banco Interamericano de Desarrollo, que otorgó una subvención de $ 1.25 millones de dólares para construir un albergue ecológico alimentado por energía solar en la selva, y capacitar a la gente local para gestionarlo. Se quedó allí de 1992 a 1995 con los nativos y los ayudó a construir y operar Chalalán, un alojamiento ecológico en el parque nacional Madidi de Bolivia. También puso a la gente de San José en contacto con Conservation International, un grupo ambientalista de Arlington, Virginia, pionero en gran parte del campo del ecoturismo y fue instrumental en lograr que 4.5 millones de acres alrededor de San José fueran declarados como el parque nacional Madidi. Ghinsberg también trabajó en la protección de las propiedades intelectuales de los pueblos indígenas de esa región. Ghinsberg cofundó EthnoBios, una empresa de prospección de biodiversidad local de la cuenca del Amazonas, y enseñó a los pueblos indígenas cómo proteger sus propiedades intelectuales.
En 1995 Ghinsberg empezó a trabajar en el Centro de Investigación y Tratamiento de Adicciones Internacional (CITA) como vicepresidente de desarrollo. En este cargo, Ghinsberg fundó 12 centros para el tratamiento y la investigación de la adicción a los opiáceos en diferentes partes del mundo, desde México hasta China. En 1999, Ghinsberg dejó CITA International y se mudó a Australia para abrir su propio centro de tratamiento. Allí creó la Fundación Alma Libre, dedicada a ayudar a personas adictas a los opiáceos y a proporcionar opciones de rehabilitación para la reintegración en la sociedad. En 2001, en el apogeo de la segunda Intifada, organizó un festival de música en Israel para promover la reconciliación israelí-palestina.
En 2009, Ghinsberg regresó a Israel y creó Collecteco, una marca para diseños de interiores y paisajes que muestra una galería de muebles hechos con materiales reciclados. Su equipo de desarrollo está basado en Ramala.
También cofundó Headbox, una empresa emergente que creó una aplicación móvil para integrar la actividad de las redes sociales y las redes de comunicación en una sola fuente. En 2013, Headbox aparece como un pequeño punto blanco que proporciona un resumen de toda la actividad de las redes sociales en un meta gráfico social.
Ghinsberg es cofundador y actual director ejecutivo de Blinq.me, una empresa tecnológica con sede en Silicon Valley financiada por el programa de aceleración 500 Startups. En 2015, Ghinsberg lanzó la aplicación móvil Blinq, que agrega una capa de información contextual a las aplicaciones de mensajería móvil y se deriva de Headbox. Una vez instalado, Blinq aparece como un pequeño punto blanco que aparece dentro de las aplicaciones de mensajería móvil como Facebook Messenger, WhatsApp y SMS, alertando al usuario sobre nueva información sobre la persona con la que se está comunicando. Esta información adicional se obtiene de una variedad de otras redes, incluidas Facebook, Twitter y LinkedIn.
Ghinsberg ha sido un orador motivacional desde el 2001 y ha contado sus experiencias y dificultades durante sus tres semanas en la selva amazónica. Ha hablado sobre temas que giran en torno a sus experiencias en The Power to Survive, Sailing the Seas of Change y WEvolution, aplicando su historia de supervivencia en un discurso motivador. Actualmente habla sobre The Power to Survive - Bringing Amazon Survival Skills to Business.

## Publicidad
Ghinsberg escribió su primer libro, titulado Back from Tuichi (Regreso de Tuichi), en 1993. El libro se hizo popular en Israel y vendió millones de copias, y ha sido traducido a 15 idiomas y publicado en varios países con diferentes nombres, incluido Heart of the Amazon (Macmillan), Back from Tuichi (Random House), y Lost in the Jungle (Summersdale). En 2008, escribió su segundo libro, titulado Laws of the Jungle: Jaguars Don't Need Self-Help Books. En concurrencia con la película Jungle, Summersdale relanzó su libro Lost in the Jungle como Jungle en 2017.
Ghinsberg es un activo orador motivacional que ofrece ponencias y discursos inspiradores sobre sus expediciones y experiencias pasadas, muchas de ellas centradas en las tres semanas que soportó en la selva amazónica. Ha sido contratado para dirigirse a audiencias en muchas compañías de Fortune 500.
Ghinsberg ha aparecido en Fox News Latino, CNN, TEDx, BBC America, Servicio Mundial de la BBC, Los Angeles Times y LinkedIn. Fue clasificado como una de las 20 personas más inspiradoras en Twitter en 2012. Ghinsberg apareció en el programa televisivo Larry King Live y en el documental y serie de televisión No debería estar vivo, de Discovery Channel, que se emitió el 27 de abril de 2006 en CNN. Habló en TEDxBratislava en 2010, en una charla titulada «On Thinking Outside of the Box» ("Sobre el pensamiento fuera de la caja"), acerca de su lucha por la supervivencia en la amazonía y las ideas que extrajo de la experiencia. Ghinsberg apareció en el documental de viajes de 2013 Gringo Trails, del documentalista Pegi Vail. En la película regresa a la jungla boliviana y a la comunidad que ayudó en su rescate, y analiza cómo se han adaptado a la afluencia de turistas a raíz de su historia de supervivencia. Ghinsberg apareció en la portada de la edición del 22 de abril de 2016 de The Jerusalem Post. En septiembre de 2016, Ghinsberg regresó a Bolivia para hablar en la Fundación Solón y El Bala sobre sus experiencias de supervivencia en la Amazonía.

## Educación y vida personal
Ghinsberg nació y creció en Ramat Gan, Israel. Sus padres fueron supervivientes de Holocausto. A los 18 años, comenzó el servicio militar obligatorio en la Armada Israelí, y durante tres años estuvo destinado en el Mar Rojo.
Después de regresar de la amazonía, se graduó de la Universidad de Tel Aviv, en Israel, con títulos en Filosofía Judía y Administración de Empresas. También estudió las tradiciones de la Cábala en entornos auténticos y continúa estudiando religiones del pasado y el presente, incluidos los Antiguos, los Clásicos, el Este, el Contemporáneo y el Camino Chamánico. Ghinsberg vivió y trabajó en la amazonía de 1992 a 1995. En 1997, se mudó a Australia para ayudar a establecer clínicas que ofrecen programas de recuperación y tratamiento de desintoxicación de drogas y alcohol. Se ha casado tres veces y tiene cuatro hijos: Mia, Cayam, Nissim y Shalem. En 2009, Ghinsberg regresó a Israel con su esposa y sus hijos. Ghinsberg se casó con Belinda el 7 de marzo de 2010. Ghinsberg y su familia han vivido en Israel, Australia y los Estados Unidos.

## Trabajos autobiográficos
- Ghinsberg, Yossi (1996). Back From Tuichi: the Harrowing Life-and-Death Story of Survival In The Amazon Rainforest (en inglés). Random House. ISBN 067942458X.
- Ghinsberg, Yossi (2007). Laws of the Jungle: Jaguars Don't Need Self-Help Books (en inglés). Boomerang New Media. ISBN 0977171914.
- Ghinsberg, Yossi (2017). Jungle: A Harrowing True Story of Survival in the Amazon. (en inglés). W. W. Norton. ISBN 1510718613.